# 코위버
코위버(Coweaver Co., Ltd.)는 대한민국의 광 전송 장비 기업이다. 본사는 서울특별시 마포구 동교로19길 12 (서교동)에 위치해 있으며 대표이사는 김근식이다. 패킷 전송망(PTN) 장비에서 매출을 주로 올리며 회사의 거래처는 KT, LGU+, SK브로드밴드와 한국도로공사나 한국철도시설공단 등이 있다
미얀마에 백본망 구축 사업 진출한 바 있다

## 논란
약 10년에 걸친 은밀한 입찰 담합으로 코레일과 SK브로드밴드 등의 광 다중화 장치 구매 입찰에서 담합을 일삼아 공정거래위원회로부터 다른 회사와 함께 과징금 총 58억1000만원을 부과받았다

## 참고 문헌
1. ↑  김근식 코위버 연구소장 “토종 양자 내성 암호(PQC)로 양자 컴퓨팅 시대 대응한다”, 전자신문, 2023-08-21
2. ↑  김민경, 한국IR협의회 기술분석보고서-코위버, 2022.04.07[깨진 링크(과거 내용 찾기)]
3. ↑  코위버, 상반기 영업 손실 41억 원…전년비 ‘적자 지속’, 디일렉, 2023.08.11
4. ↑  2017년 12월 4일 하나금융투자 Equity Research-코위버
5. ↑  김민경, 한국IR협의회 기술분석보고서-코위버, 2021.03.04[깨진 링크(과거 내용 찾기)]
6. ↑  코위버·우리넷 등 3사, 광 다중화 장치 입찰 답합 적발…과징금 58억 철퇴, 인포스톡데일리, 2022.10.12